# 정4위
정4위(일본어: 正四位 쇼우시이[*])는 일본의 위계와 신계 중 하나이다. 종3위 아래, 종4위 윗 단계의 품계에 해당한다. 추존의 경우 증정4위(贈正四位)를 주었다.

## 개요
정4위는 율령제 하에서 위아래로 나뉘어 종3위 아래, 종4위 윗 단계에 해당하는 위계이다. 훈등에서는 훈3등에 해당하며 관위상당에서 정4위 위는 중무경, 참의에 해당하며, 정4위 아래는 황태자전과 팔성의 장관인 경(卿)(식부경, 치부경, 민부경, 병부경, 형부경, 대신경, 궁내경)의 자리가 이 정도에 해당했다. 그러나 후대에 정4위의 위계는 본래 종3위에 상당하는 근위대장이 장관을 겸직하는 것이 관례화됨에 따라 종3위에 해당하는 사람이 근위중장에 임명된 3위중장이 되는 것이 통례화되면서, 유키 히데야스 등 정4위를 받은 사람이 근위소장에 임명되는 것이 관례화되었다. 단, 정4위에 대해서는 종3위 승진 예정자가 일시적으로 승서한 특별한 위계이며, 관위상당 제도에서는 정4위  아래가 주로 이용되었다.
에도 시대에 들어가면 히코네번주의 이이씨(井伊氏)의 극위(極位)가 정4위 윗 단계가 된 적도 있었고, 시대에 따라 위계의 운용에 차이가 있었다.
메이지 시대 이후 정4위상과 정4위하는 정4위로 일원화되었다. 에도 막부 말기의 존황양이나 메이지 유신에서 사망한 공로자 중 종3위 이상 서임된 원훈과 공경, 영주 등의 화족을 제외한 특히 위훈이 현저한 자에 대하여 정4위가 추존되었다.
정부에서는 정4위는 사무차관, 일본 제국 육해군은 대장의 계급에 있는 사람의 처음 서임받는 단계였다. 기타, 국회의원도 그 경력, 실적에 따라 종1위에서 정4위 사이에서 서임되는 예가 많았다.

## 같이 보기
- 관위
- 추증
- 대부